# Licancabur

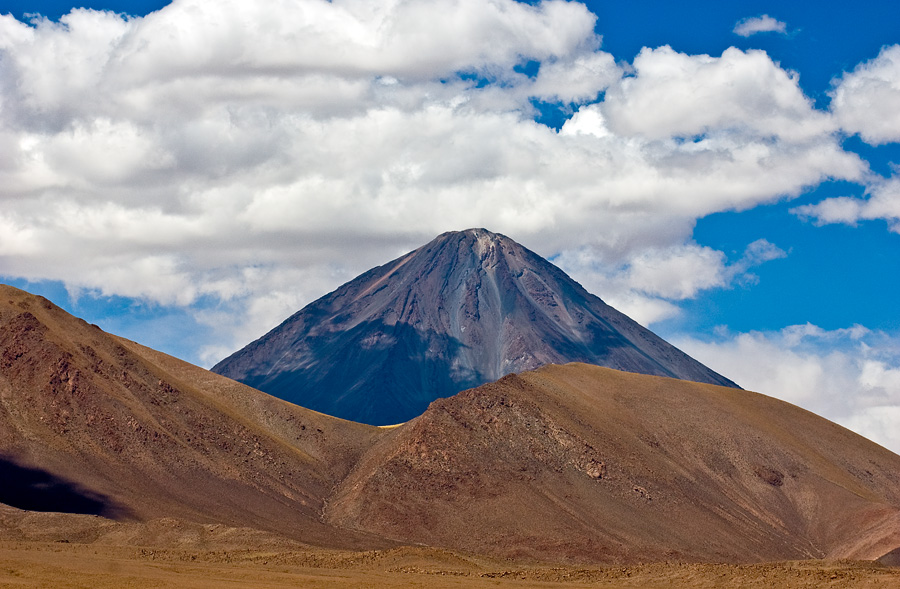
Licancabur e a Laguna Verde

Licancabur é um vulcão localizado entre o Chile e a Bolívia, nas proximidades de San Pedro do Atacama, no Chile, e a sudoeste da Laguna Verde, na Bolívia.  O vulcão domina a paisagem da área do Salar de Atacama e é possível avistá-lo praticamente o tempo todo, exceto nos dias que a região apresenta céu encoberto - o que é raro.
A ascensão ou escalada até o topo dos seus 5.916 metros de altitude  pode ser realizada somente com acompanhamento de guias locais especializados em alta montanha.
É  considerado um vulcão semi-ativo. A última erupção documentada data do período Holoceno.